# Lermanda
Lermanda és un poble i concejo pertanyent al municipi de Vitòria. El 2007 tenia 17 habitants. Forma part de la Zona Rural Sud-oest de Vitòria. És a una altitud de 508 m i està situat al sud-est de Vitòria, als contraforts de les muntanyes de Vitòria i al marge dret d'un afluent del riu Zadorra.

## Història
És citat per primer cop el 1025 i va formar part de la Germandat de Vitòria.

## Demografia
| 2000 | 2001 | 2002 | 2003 | 2004 | 2005 | 2006 | 2007 |
| ---- | ---- | ---- | ---- | ---- | ---- | ---- | ---- |
| 13   | 13   | 11   | 13   | 13   | 12   | 18   | 17   |